# Kansas City nemzetközi repülőtér
A Kansas City nemzetközi repülőtér (IATA: MCI, ICAO: KMCI) az Amerikai Egyesült Államok egyik nemzetközi repülőtere, amely Kansas City közelében található. Éves utasforgalma 9 819 092 fő (2022).

## Futópályák
A repülőtér futópályái:
- 01L/19R (10 801 ft, 150 ft, aszfalt)
- 01R/19L (9500 ft, 150 ft, beton)
- 09/27 (9501 ft, 150 ft, aszfalt)

## Forgalom
Az utasforgalom az elmúlt években az alábbi módon változott:
| Utasok száma | 10 963 183 | 12 032 943 | 10 043 021 | 11 237 480 | 10 041 165 | 10 004 371 | 10 472 461 | 11 503 936 | 4 493 669 | 11 545 742 |
|              | 1998       | 2001       | 2004       | 2006       | 2009       | 2012       | 2015       | 2017       | 2020      | 2023       |

## Légitársaságok és úticélok
2025-ben a Kansas City nemzetközi repülőtérről az alábbi járatok indulnak (Utoljára frissítve: 2025-01-4):

### Személy
| Légitársaság         | Célállomások | Források |
| -------------------- | --- | -------- |
| Alaska Airlines      | Portland (OR), Seattle/Tacoma Szezonális: Cancún (kezdődik 2025. január 18-tól), Puerto Vallarta (kezdődik 2025. január 25-től) | [ 3 ]    |
| Allegiant Air        | Gulf Shores (kezdődik 2025. május 24-től) Szezonális: Destin/Fort Walton Beach, Punta Gorda (FL), St. Petersburg/Clearwater | [ 5 ]    |
| American Airlines    | Charlotte, Chicago–O'Hare, Dallas/Fort Worth, Miami, Philadelphia, Phoenix–Sky Harbor Szezonális: Cancún | [ 6 ]    |
| American Eagle       | Chicago–O'Hare, Dallas/Fort Worth, New York–LaGuardia, Philadelphia, Washington–National Szezonális: Miami, Phoenix–Sky Harbor | [ 6 ]    |
| Delta Air Lines      | Atlanta, Boston, Detroit, Los Angeles, Minneapolis/St. Paul, Salt Lake City, Seattle/Tacoma Szezonális: New York–LaGuardia | [ 7 ]    |
| Delta Connection     | Boston, New York–JFK, New York–LaGuardia Szezonális: Minneapolis/St. Paul | [ 7 ]    |
| Frontier Airlines    | Denver Szezonális: Phoenix–Sky Harbor | [ 8 ]    |
| Southwest Airlines   | Albuquerque, Atlanta, Austin, Baltimore, Burbank, Cancún, Chicago–Midway, Dallas–Love, Denver, Fort Lauderdale, Fort Myers, Houston–Hobby, Indianapolis, Jacksonville (FL) (kezdődik 2025. június 7-től), Las Vegas, Long Beach, Los Angeles, Milwaukee, Nashville, New Orleans, New York–LaGuardia, Oakland, Orlando, Phoenix–Sky Harbor, Sacramento, San Antonio, San Diego, St. Louis, Tampa, Washington–National Szezonális: Charleston (újrakezdődik 2025. június 7-től), Columbus–Glenn, Destin/Fort Walton Beach, Miami, Montego Bay, Myrtle Beach, Panama City (FL), Pensacola, Portland (OR), Raleigh/Durham, San José del Cabo, Sarasota, Seattle/Tacoma | [ 14 ]   |
| Spirit Airlines      | Fort Lauderdale, Las Vegas, Los Angeles, Orlando Szezonális: Fort Myers, Myrtle Beach | [ 16 ]   |
| Sun Country Airlines | Szezonális: Minneapolis/St. Paul | [ 17 ]   |
| United Airlines      | Chicago–O'Hare, Denver, Houston–Intercontinental, San Francisco Szezonális: Newark | [ 18 ]   |
| United Express       | Houston–Intercontinental, San Francisco, Washington–Dulles Szezonális: Chicago–O'Hare, Newark | [ 18 ]   |

### Cargo
| Légitársaság            | Célállomások                                                  |
| ----------------------- | ------------------------------------------------------------- |
| Amazon Air              | Lakeland                                                      |
| Atlas Air               | Baltimore, Cincinnati, Riverside/March Air Base               |
| DHL Aviation            | Cedar Rapids/Iowa City, Cincinnati                            |
| FedEx                   | Fort Worth/Alliance, Indianapolis, Memphis, Oakland           |
| Freight Runners Express | Columbia, Fargo                                               |
| United Parcel Service   | Chicago/Rockford, Louisville, Ontario, Sioux Falls, St. Louis |